# Christian Söderberg
Christian Bjarne Söderberg, född 15 april 1985, är en svensk före detta fotbollsspelare som spelat för bland annat Västerås SK och GIF Sundsvall.
Söderbergs moderklubb är IFK Kumla. Som 16-åring gick han till Helsingborgs IF. I maj 2004 gick Söderberg till Västerås SK.
I december 2005 värvades Söderberg av GIF Sundsvall, där han skrev på ett treårskontrakt. I mars 2010 återvände Söderberg till moderklubben IFK Kumla, där han skrev på ett treårskontrakt.